# Oprogramowanie użytkowe

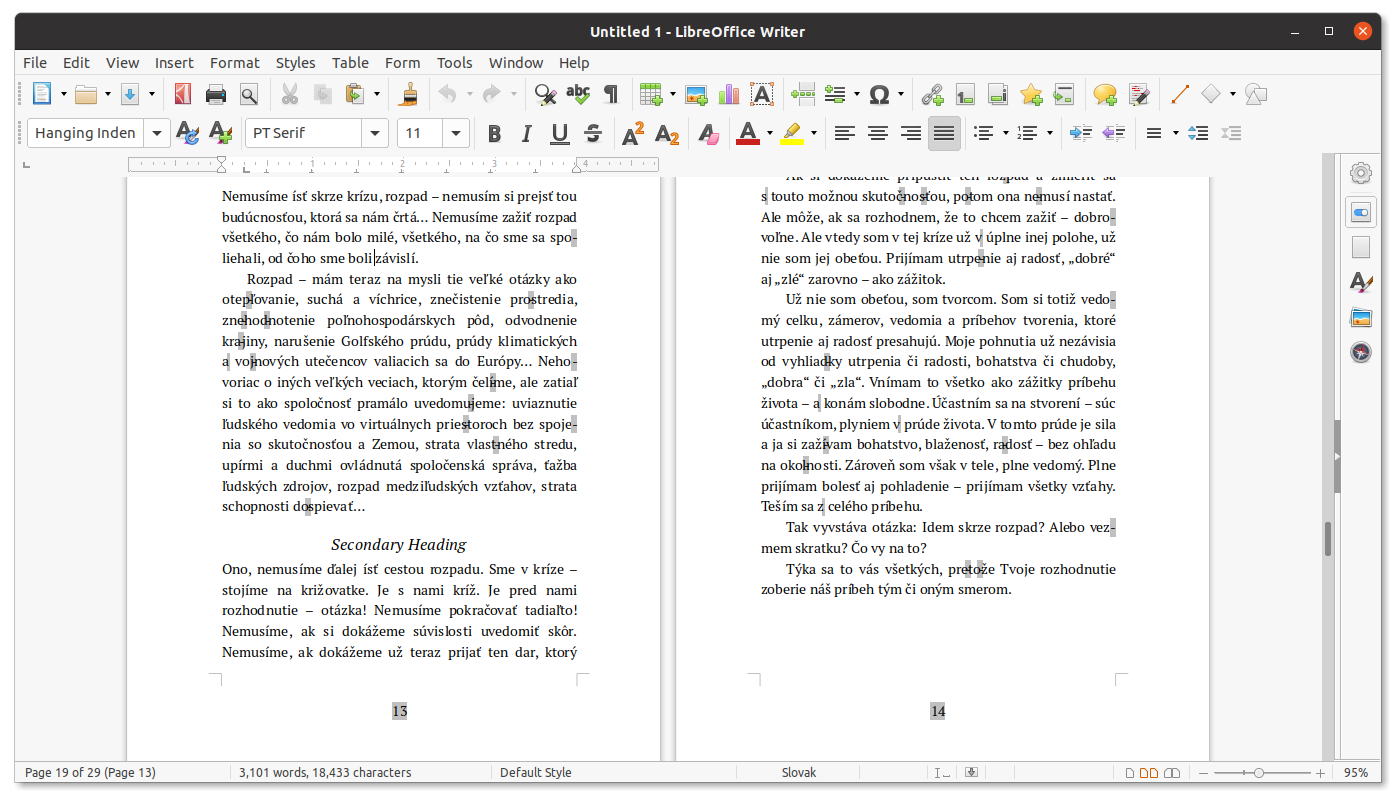
LibreOffice Writer, uruchomiony na Ubuntu, jest przykładem procesora tekstu

Oprogramowanie użytkowe, program użytkowy, aplikacja, potocznie apka (nie mylić z APK) – każdy samodzielny program lub element pakietu oprogramowania, który nie jest zaliczany do oprogramowania systemowego i narzędziowego (usługowego).
Inaczej, to oprogramowanie oferujące bezpośredni kontakt człowieka z komputerem, czyli realizujące interakcję użytkownika z komputerem. Oprogramowanie użytkowe przeznaczone jest do wykonywania czynności oraz rozwiązywania problemów zadanych przez tego użytkownika i wymaga uprzedniego uruchomienia systemu operacyjnego, na którym to oprogramowanie zostanie uruchomione.
Określenia takie jak aplikacja, aplikacja użytkowa, czy program użytkowy, są określeniami bliskoznacznymi dla oprogramowania użytkowego. Bywa ono również mylone lub utożsamiane z oprogramowaniem usługowym (narzędziowym). W polskiej wersji systemu operacyjnego OS X zamiast terminu „aplikacja” używany jest termin „program”.
Jako typowe przykłady oprogramowania użytkowego mogą służyć następujące grupy programów:
- programy biurowe – procesory tekstu, arkusze kalkulacyjne
- różnego typu edytory – graficzne, dźwiękowe
- programy do obsługi multimediów
- programy do zarządzania firmą – finansowo-księgowe, kadrowo-płacowe, gospodarki materiałowej, zarządzania zasobami ludzkimi.

Oprogramowaniem użytkowym może być również aplikacja internetowa, np. Dysk Google.